# الشهداء (الكويت)
الشهداء، منطقة من مناطق محافظة حولي في الكويت. وهي جزء من منطقة جنوب السرة. سميت بهذا الاسم نسبة إلى شهداء الكويت.
- تمتاز هذه المنطقة بحداثتها وتطورها المستمر. وتحتوي على

1. جمعية الشهداء التعاونية (السوق المركزي _ فرع قطعة 4 - فرع قطعة 5 - بريد الشهداء)
2. مخفر الشهداء
3. مركز الشهداء الصحي
4. ستة مساجد
5. لجان خيرية إسلامية
6. ثلاث حضانات وروضات خاصة

وتمتاز منطقة الشهداء بمنطقة تابعه لها وتدعى منطقة الوزارت وهى كتالي:-
- وزارة الاشغال العامة.
- وزارة الكهرباء والماء (الطاقة).
- الهيئة الإسلامية الخيرية العالمية.
- الهيئة العامة للمعلومات المدنية.
- بيت الزكاة.
- المؤسسة العامة للإسكان.
- مستشفى جابر (وزارة الصحة)